# El Manantial Centro de Población Agrícola y Ganadera
El Manantial Centro de Población Agrícola y Ganadera är en ort i Mexiko.   Den ligger i kommunen Chinameca och delstaten Veracruz, i den sydöstra delen av landet, 500 km öster om huvudstaden Mexico City. El Manantial Centro de Población Agrícola y Ganadera ligger 37 meter över havet och antalet invånare är 109.
Terrängen runt El Manantial Centro de Población Agrícola y Ganadera är platt. Runt El Manantial Centro de Población Agrícola y Ganadera är det tätbefolkat, med 591 invånare per kvadratkilometer. Närmaste större samhälle är Minatitlán, 17,8 km öster om El Manantial Centro de Población Agrícola y Ganadera. Omgivningarna runt El Manantial Centro de Población Agrícola y Ganadera är en mosaik av jordbruksmark och naturlig växtlighet.